# Луїс Моліна Азарта
Луїс Моліна Азарта (ісп. Luis Molina González Asarta) — баскський підприємець, президент клубу «Депортіво Алавес» із міста Віторія-Гастейс. В 1955—1956 роках 13-й, за ліком, президент головного футбольного клубу Алави.

## Життєпис
Луїс Моліна Азарта був із числа баскської знаті, бо лише таким родинам доручалося кермування спортивними тогочасними клубами басків. Його предки були місцевими латифундистами, відтак і Луїс Моліна Азарта обирали в різні громадські асоціації. Коли в місті постав спортивний клуб Моліна-Азарати стали його акціонерами-партнерами, і так триває покоління за поколінням.
Луїс Моліна Азарта продовжував родинні фінансові справи і був активним партнером спортивного клубу, а поготів його обрали в 1955 році президентом клубу «Депортиво Алавес». Прийшовши до команди в часі підйому команди (коли вони перебували в головній лізі іспанського футболу), йому вдалося зберегти кістяк колективу. Незмінний тоді тренер Маноло Ечезаррета (Manolo Echezarreta) продовжив такичні експерименти, але прикрі поразки наприкінці сезону опустили команду до числа аутсайдерів. Довелося поборотися за місце в лізі у перехідних іграх, але й в цьому випадку фортуна відвернулася від алавесців. Відтак, втрата місця в Ла-Лізі, спонукала Луїса переглянути свою учась в клубі і він поступився місцем своїм партнерам, наступною знатною родиною Сальвадора Гарсії дель Діестро.
Але, поступившись посадою президента алавесців, Луїс Моліна Азарта продовжував свої фінансові справи та сприяння спорту в столиці Алави, прививши й своїм нащадкам любов до спорту та клубу. Так, в 2010 році, їхня родина підставила плече підтримки клубу, опісля фінансового фіаско Пітермана, ввійшовши в члени правління й утримуючи над ним фінансовий триумвірат.